# 小庞遗址
小庞遗址，位于山东省淄博市桓台县田庄镇小庞村，是中华人民共和国山东省文物保护单位之一。
1977年12月23日，授予山东省文物保护单位，是一座古遗址。